# Saïk
 (janvier 2020).
Si vous disposez d'ouvrages ou d'articles de référence ou si vous connaissez des sites web de qualité traitant du thème abordé ici, merci de compléter l'article en donnant les références utiles à sa vérifiabilité et en les liant à la section « Notes et références ».
Saik, de son vrai nom Yoann Pierre-Justin, est un artiste français de reggae dancehall né le 19 mars 1988 à Pointe-à-Pitre (Guadeloupe).

## Biographie

### Jeunesse
Saïk grandit dans la cité de Mortenol, un quartier populaire de la commune de Pointe-à-Pitre en Guadeloupe. Lui et les jeunes de son quartier ont la chance de côtoyer Admiral T qui habite pas loin dans le bidonville voisin de Boissard. Saïk voue d'ailleurs une grande admiration à Admiral T et le considère comme son grand frère.

### Underground

#### GwadaBoyz et Mortenol Crew
Il forme très tôt un duo avec son ami Fredo Deado du nom de GwadaBoyz. Il se fait remarquer à l'âge de 12 ans par Admiral T lors d'une soirée au quartier Mortenol. À ce sujet, Admiral T raconte dans Interview Croisée pour reggae.fr : 
L'anecdote où j'ai vraiment remarqué Saïk, qu'il était dans le quartier, c'est quand il est venu me voir à Mortenol. On dansait avec les amis et puis il est venu me dire "Ouais Admiral, j'aimerais faire un son avec toi, j'adore le titre Rapide" [...] J'avais un gros concert, je faisais la première partie pour Secteur Ä  au Hall des sports, c'était un gros truc quoi! Je lui dis "Bon, normalement je dois chanter Rapide, donc si tu me fais un truc, si tu as un titre qui parle de la situation des noirs etc, voilà" Il m'a dit "Bon je n'ai pas ça mais demain ouais" donc je lui dis "ok" et puis le lendemain je suis toujours assis au même endroit puisqu'on s'asseyait toujours là et puis il vient me voir. Il me dit "Ouais, alors c'est bon?" je lui dis "Comment ça c'est bon? Tu m'as dis hier que tu n'avais pas de son". Il m'a dit "Ouais mais j'ai écris [sic] hier soir". J'ai dis "Ah bon fais moi écouter ça!" et quand il a chanté, j'ai dis lui, il est vraiment fort, il a un truc parce qu'à 12 ans, écrire le soir même, et puis il vient me chanter ça mais pas genre avec une feuille. C'est-à-dire le gars il a appris son truc par cœur et puis surtout je sais ce que c'est. Y'a une certaine pression de venir me voir et c'est là que je me suis dis qu'il y avait un truc à faire. Et de là on est parti au Hall des sports. On a fait le concert et sur scène c'était encore pire!" 
En 2002, les GwadaBoyz sortent un street-album éponyme chez Gwada Indépendenda Recordz, le label de Kultcha B et font plusieurs scènes et titres underground avec Admiral T. Puis GwadaBoyz fusionne avec Inertie (composé de SamX & Ocsen) pour former le Mortenol Crew, avec d'autres jeunes du quartier de Mortenol tel que Vibs et Scorpio. En 2003, Saïk pose sur l'album Mozaïk Kréyol d'Admiral T avec le titre Préjugés puis sur sa réédition l'année suivante avec le titre OK. OK est un véritable Hit aux Antilles et propulse Saïk encore plus sur le devant de la scène.

#### L'époque Génésiz
En 2004, il participe à l'album I alé Man de Daly sur le titre Tchenbé Nou, et crée avec Ocsen et SamX le groupe Génésiz qui intègre des membres comme Méthi'S, Young Chang MC et Kephren.  En 2005 le Génésiz sort sa première mixtape Lyrical Téworist sur laquelle Saïk se fait connaître auprès du grand public avec son titre L'école, un morceau conscient qui véhicule un message qui rappelle aux jeunes l'importance de l'école et les incite à ne jamais abandonner les études. La même année il apparaît sur l'album Caribbean Sessions du Karukera Sound System où il interprète le titre Baby en duo avec Gailann. En 2006, le Génésiz sort la mixtape Lyrical Teworist 2  et Saïk participe à la mixtape Reyel Champion Soti Gwada du Arawak Sound System avec le titre Détermination Kamikaze en duo avec SamX. Cette période underground est fortement marquée par les clash entre Saïk et Keros'n du Black Scare Crew.

### Les débuts en solo

#### Face à la réalité: un premier album réussi
Le 21 mai 2007, Saïk publie son premier album Face à la réalité chez le label Don S Music Entertainment, un disque qu'il présente lui-même comme « une dénonciation globale du système de Babylone ». Les premiers morceaux diffusés sur les ondes sont Rich é pov et Obligé nou bun, puis We no care en duo avec Nicky B, Pon èd, On sèl doktrin, et Reggae music. En 2008, il envoie aux radios son titre avec Méthi'S An ba solèy et publie la mixtape Tireur D'Elite avec le Génésiz. Face à la réalité permet à Saïk de se produire sur beaucoup de scènes et de faire la première partie du concert de Mavado le 12 mai 2009 au Cabaret Sauvage. Lors de la Grève générale aux Antilles françaises en 2009, il enregistre le morceau Gangsta Paradize pour soutenir le Liyannaj Kont Pwofitasyon.

#### M-10 Strict: un album plus rap
En août 2009, Saïk publie M-10 strict, un street album basé sur des rythmes musicaux urbains, associé à des textes conscients décrivant les inégalités et injustices qui y en découlent. À partir de cet album, Saïk utilisera l'Auto-Tune de façon quasi-systématique, en témoigne le premier single intitulé "No come on my way", ce qui a pu décevoir les fans de la première heure. La même année le Génésiz sort la compilation Génésiz Bashement pour fêter les 5 ans du groupe puis en 2010 le Xpress Riddim. Il participe ensuite à la bande originale du film African Gangster de Alpha 5.20, rappeur du collectif Ghetto Fabulous Gang. Il pose sur le titre African Gangster et collabore avec le VF Gang sur le morceau Armure. En 2012, il participe au street album Face B d'Admiral T sur le morceau Trop Real. 

### Second Souffle 2013

#### Second Souffle: un album remarqué
En 2011 il sort le très remarqué You and Me qui parle de son attachement à la Guadeloupe et aux Antilles-Guyane en général. Le 9 mai 2012, sort le clip de J'temmene réalisé à Miami par Nicolas Noel.
Dans la nuit du 26 août 2012, Saïk se fait agresser par trois individus au moins et poignarder par Micky Ding La, un artiste dancehall proche de Keros-N. Il sera condamné pour ces faits à 5 ans et 6 mois de prison en juin 2015. 
Le 8 juillet 2013, Saïk sort son troisième album studio Second Souffle chez le label G-zup Concept, composé de 23 titres aux sonorités Reggae Dancehall Rap et Zouk. Second Souffle se veut comme son nom l'indique, un nouveau départ pour Saïk, après son agression médiatisée de l'année d'avant. Il confiera dans plusieurs interviews que c'est l'occasion pour lui d'avoir un nouveau regard sur sa vie et le monde qui l'entoure. L'album connaît un certain succès et se hisse même en tête des ventes Itunes France le jour de sa sortie. Second Souffle est porté par les titres Surviv', en lien avec son agression, Lan'Nwit Kon la Jouné qui témoigne de son amour pour la musique et le torride All Night très apprécié de la gent féminine. L'album est riche en collaborations variées.On note la présence de la chanteuse Kenza Farah, du rappeur Sadek, de la chanteuse trinidadienne de Soca Destra Garcia, ainsi que de ses amis de longue date Admiral T, Young Chang Mc et Riddla. Fort de ce succès, Saïk se produit alors un peu partout en France lors de Showcase ou en concert comme le 22 décembre 2013, où il présente son album au Trabendo.

#### L'après Second Souffle: Tireur d'Elite mais succès mitigé
Saïk commence l'année 2014 avec une série de titres clippés disponibles en téléchargement gratuit du nom de Welcome 2 My World. Il sort entre-temps le magnifique clip de Tou sèl an mwen présent sur la compile Touch The Sky Riddim et réalisé par Nicolas Noel aux îles Canaries. Le 10 juin 2015 paraît le clip ensoleillé de Chayé'y qui connaît un vif succès à l'approche des grandes vacances. Cependant, c'est vraiment la sortie de Tireur d'Elite le 13 août qui constitue le hit le plus marquant pour Saïk en 2015.  Ce titre aux sonorités très Trap, en featuring avec son ami Lutin (qui vient de signer un retour de prison fracassant avec Ay Yo Wonte en juin) est disponible en téléchargement gratuit et  a atteint en très peu de temps le million de vues sur YouTube. Il a été visionné 2,5 Millions de fois au 1er février 2018. Par la suite Saïk connaît moins de succès, Chargeur Plein ne parvenant pas à percer au même titre que Tireur d'Elite. 
Le 26 juin 2016, Saïk dévoile le clip de Warning. Il conclut l'année 2017 avec Beautiful, qui bien qu'aillant eu très peu de visibilité a été salué pour ses paroles défendant la nature et l'écologie.

### Magma
Saïk annonce fin 2017, la sortie imminente d'un nouvel album Magma pour 2018. Le 17 juillet 2019 précise enfin la date de sortie de Magma pour le 30 août 2019.

## Discographie

### Albums
- 2007 : Face à la réalité
- 2009 : M-10 strict
- 2013 : Second Souffle
- 2019 : Magma

### Extended play
- 2009 : M-10 Strict - Maxi

### Singles
- 2008 : An ba soley (feat. Methi'S)
- 2010 : Dancehall 4 You (feat. Kaf Malbar)
- 2011 : You and Me
- 2011 : You and Me (Remix)
- 2011 : Remember
- 2012 : Dancehall évolution (feat. Admiral T)
- 2012 : J't'emmène
- 2012 : Sexy Swaggaring
- 2013 : Surviv
- 2013 : Lan'nwit kon la jouné
- 2013 : Gimme di wine (feat. Young Chang Mc, Riddla)
- 2013 : Encore et Encore
- 2013 : All Night
- 2014 : Tou sèl an mwen (Touch the Sky Riddim)
- 2015 : Chayé'y
- 2015 : Tireur d'élite
- 2015 : Chargeur plein
- 2016 : Warning (feat. Lil Durk)
- 2016 : Mamaye
- 2017 : Libre
- 2017 : Love Luxe (feat. Mvndee)
- 2017 : Beautiful
- 2018 : Timalerie
- 2019 : Pananam

### Mixtapes
- 2002 : GwadaBoyz
- 2004 : Ti Moun Ghetto
- 2005 : Liricals Teworist
- 2006 : Liricals Teworist 2006
- 2008 : Too Much Gangsta :
- 2009 : Genesiz Bashement'
- 2012 : Hype Summer Mix
- 2013 : Ti Moun Ghetto 3
- 2014 : General Crew

### Compilations
- 2002 : R2D2 Riddim
- 2003 : 2hardcore, Vol. 3
- 2004 : Dancehall Time vol.1
- 2004 : Pass di rhum riddim
- 2004 : Tune Afta Tune 2
- 2005 : KSS Caribbean Sessions
- 2005 : Hold Up
- 2006 : Don's Collector, Vol. 2
- 2008 : Don's Collector (saison 3)
- 2009 : Arawak Konnexxion
- 2009 : Jump it now vol. 2
- 2009 : Sound Storm
- 2009 : Suntracks Sessions
- 2010 : African Gangster
- 2010 : Dream Team Project vol. 1
- 2010 : Jump it now vol. 3
- 2010 : Tropic'all vibes
- 2010 : Xpress Riddim
- 2011 : Hold Up saison 2
- 2012 : 100 Bombes Ragga Dancehall, Vol. 2
- 2012 : Hits Zouk 2012
- 2012 : Passion Zouk 2012
- 2012 : Tous Les Tubes Zouk
- 2012 : Don's Collector, Vol. 4
- 2013 : Ragga Dancehall Session, Vol. 2
- 2013 : Rec in Riddim
- 2014 : Zouk Love Session, Vol. 2
- 2014 : #JustAsIAm
- 2014 : Touch the Sky Riddim
- 2014 : Touch the Sky Riddim (Edition Deluxe)
- 2015 : Collection 40 hits : soleil

### Collaborations
- 2003 : Mozaïk Kreyol de Admiral T
- 2004 : I Alé Man de Daly
- 2004 : Mozaïk Kreyol de Admiral T
- 2007 : Bondyé Sel Sav de SamX
- 2007 : Rage Dans Les Veines de Ocsen
- 2008 : II Wayz : Never Die de II Wayz
- 2009 : Chrysalide de Fenomen 10'Gla
- 2010 : Mon Nid D'Iles de Méthi'S
- 2010 : En Forme de Young Chang MC
- 2010 : On Mond Reyel de Little Espion
- 2011 : En Forme Match Retour de Young Chang MC
- 2012 : Face B de Admiral T
- 2012 : More Love de Smiley
- 2013 : Boom Cœur de Barone
- 2013 : Encore et Encore de Layanah
- 2014 : Dancehall Party 2 de DJ KEN
- 2014 : Tension de Rachelle Allison
- 2015 : Crazy Love de Gregz

## Vidéos
- 2004 : Tchembé nou (featuring Daly)
- 2004 : OK (featuring Admiral T)
- 2005 : Téworist Medley
- 2005 : Téworist Medley Avé Riddim
- 2006 : Téworist 2 Medley Wilson Riddim
- 2006 : Détermination Kamikaze (featuring SamX)
- 2006 : Tune Afta Tune 2 promo vidéo
- 2007 : Rich é pov/Obligé nou bun
- 2007 : Poko Paré (featuring SamX)
- 2008 : Anba Solèy (featuring Méthi'S)
- 2009 : Gangsta Paradiz
- 2009 : Ruff n Tuff (Suntracks session)
- 2009 : No come on my Way
- 2009 : Saik Promo Dream Team Project
- 2010 : Dancehall 4 You (featuring Kaf Malbar)
- 2011 : You and Me
- 2011 : Remember
- 2011 : Like a Rockstar (featuring Jo Wayne)
- 2012 : Party In Session (featuring Left Side, X-Man, Pompis Et Dc Team
- 2012 : Dancehall Evolution (featuring Admiral T)
- 2012 : J'T'emmène
- 2012 : Trop Real (featuring Admiral T) et Young Chang
- 2012 : Sexy swaggaring
- 2012 : Don't Cry (featuring Smiley)
- 2013 : Surviv
- 2013 :  Handzup
- 2013 : Lan'nwit kon la jouné
- 2013 : Gimme di wine (featuring Young Chang MC et Riddla)
- 2013 : Encore et encore (featuring Layanah, Axel Tony et Pompis)
- 2013 : Mamamia
- 2014 : All Night
- 2014 : Runaway (featuring Oneel)
- 2014 : Danm Danm Danm
- 2014 : Pa Joué
- 2014 : Tou Sèl An Mwen
- 2014 : Tonight (featuring Dj Gil)
- 2014 : Real or Fake
- 2014 : Piblik En Mwen
- 2014 : Chilling
- 2014 : Paradi ou Enfè
- 2014 : Karibbean Island (featuring Destra Garçia)
- 2014 : Tension (featuring Rachelle Allison)
- 2015 : Crazy Love (featuring Gregz)
- 2015 : Murderer
- 2015 : Chayé'y
- 2016 : Tireur d'Elite
- 2016 : Dem a watch me
- 2016 : Mamacita
- 2016 : Warning (feat. Lil Durk)
- 2016 : Mamayé
- 2016 : My World
- 2017 : Libre
- 2017 : Sexual Cérémony
- 2017 : Love Luxe (feat. Mvndee)
- 2017 : Beautiful
- 2018 : Timalerie (feat. Gato Da Bato)
- 2018 : Don't You Like Me
- 2018 : J'deal De La Vibe

## Récompenses
| Année | Récompense          | Catégorie                   | Résultat |
| ----- | ------------------- | --------------------------- | -------- |
| 2014  | Victoires du Reggae | Meilleur album reggae local | Remporté |

### Externes
- Fiche artiste sur reggae.fr
- Don S Music